# Arhopala neon
Arhopala neon är en fjärilsart som beskrevs av Corbet 1941. Arhopala neon ingår i släktet Arhopala och familjen juvelvingar. Inga underarter finns listade i Catalogue of Life.